# Venne (Leudal)
Venne (Limburgs: In ‘t Vin) is een buurtschap in de gemeente Leudal in de Nederlandse provincie Limburg. Zij is gelegen tussen de dorpen Neer en Roggel, vlak ten zuidwesten van de dorpskern van Neer. Van oudsher behoorde ze tot de gemeente Neer en vanaf 1991 tot het ontstaan van de gemeente Leudal in 2007 tot de gemeente Roggel en Neer
De buurtschap ligt aan de rand van het natuurgebied het Leudal en bestaat uit circa 15 woningen en boerderijen die gelegen zijn langs de gelijknamige straat Venne en de Sterrebosweg. Veel bebouwing stamt uit de eerste helft van de twintigste eeuw. Qua adressering valt de buurtschap geheel onder de woonplaats Neer.
Ten noorden van Venne ligt de buurtschap Dries en ten zuiden ervan de buurtschap Kinkhoven.
Dorpen: Baexem · Buggenum · Ell · Grathem · Haelen · Haler · Heibloem · Heythuysen · Horn · Hunsel · Ittervoort · Kelpen-Oler · Neer · Neeritter · Nunhem · Roggel

Buurtschappen: Aan de Bergen · Aan het Broek · Achter het Klooster · Asbroek · Beekkant · Berik · Blenkert · Brumholt · Caluna · Castert · De Horck · Dries · Eiland · Eind · Ellerhei · Gendijk · Geneijgen · Gerhegge · Haelense Broek · Hanssum · Heiakker · Heide (Heythuysen) · Heide (Roggel) · Heioord · Heugde · Hoek · Hollander · Hoogschans · Hoogstraat · De Horck · Kappert · Karreveld · Keizerbos · Kinkhoven · Laak · Maxet · Mortel · Nijken · Op de Bos · Ophoven · Overhaelen · Roligt · Santfort (deels) · Schaapsbrug · Schans (Ell) · Schans (Roggel) · Schillersheide · Smidstraat · Strubben · Uffelse · Venne · Vestjenshoek · Vlaas · Waije

Voormalige gemeenten: Haelen · Heythuysen · Hunsel · Roggel en Neer

Limburg: Steden en dorpen      Nederland: Provincies · Gemeenten